# Ryan Seggerman
Ryan Seggerman (San Diego, 6 agosto 1999) è un tennista statunitense.
Specialista del doppio, ha vinto diversi titoli nell'ATP Challenger Tour e ha raggiunto il 68º posto del ranking ATP nell'agosto 2025. Ha disputato una semifinale nel circuito maggiore al Chile Open 2025. Il miglior risultato in un torneo del Grande Slam è stato il 2º turno raggiunto all'Open di Francia 2025.
In singolare non ha conseguito risultati di rilievo e non è andato oltre il 348º posto dell'agosto 2024.

## Carriera
Al termine delle scuole superiori entra all'Università di Princeton e inizia a giocare nei campionati nazionali di college della NCAA con la squadra dell'ateneo. In seguito passa a giocare per l'Università della Carolina del Nord a Chapel Hill.
Completati gli impegni universitari, nel giugno 2023 inizia a giocare tra i professionisti e al primo torneo perde la finale in un torneo ITF M15 a San Diego. Il mese successivo disputa e vince il primo torneo ITF in doppio in coppia con il concittadino Patrik Trhac. Nel giro di tre mesi vincono altri sette tornei ITF consecutivi, dei quali tre di categoria M25. Abbandonano i tornei ITF e continuano a vincere anche nei Challenger, assicurandosi il primo titolo all'esordio in questa categoria nell'ottobre 2023 al City of Playford Tennis International. La settimana successiva vincono anche il Challenger 75 dell'NSW Open di Sydney.
Nel 2024 continua a giocare con Trhac e vincono sette delle dieci finali Challenger disputate in stagione, diventando due dei più vincenti doppisti nell'ATP Challenger Tour 2024. Dopo aver vinto i primi due titoli dell'anno, a marzo esordiscono nel circuito maggiore all'Indian Wells Open eliminando le teste di serie nº 6 Máximo González / Andrés Molteni ed escono al secondo turno per mano di Wesley Koolhof / Nikola Mektić. Il mese successivo vincono il primo Challenger 125 in carriera al Mexico City Open con il successo in rimonta su Tristan Schoolkate / Adam Walton. A fine maggio si aggiudicano il Macedonian Open e dopo la sconfitta in finale al Challenger 125 dell'Emilia-Romagna Tennis Cup Seggerman fa il suo ingresso nella top 100.
Nel periodo successivo arrivano il titolo conquistato al Cranbrook Tennis Classic e quattro sconfitte al primo turno nel circuito maggiore, tra le quali quella nell'esordio in una prova del Grande Slam agli US Open. Riprendono l'ascesa in ottobre vincendo due Challenger 75 consecutivi a Fairfield e a Calgary, successi che valgono a Seggerman il nuovo miglior ranking alla 76ª posizione mondiale. Chiude la stagione perdendo la finale al Puerto Vallarta Open in coppia con Karl Poling.
All'esordio stagionale del 2025 si aggiudica in coppia con Eliot Spizzirri il Challenger 125 del Canberra International. Al suo debutto agli Australian Open esce al primo turno in coppia con Rithvik Choudary Bollipalli, mentre raggiunge la sua prima semifinale ATP al Chile Open assieme a John-Patrick Smith, risultato con cui porta il miglior ranking al 71º posto mondiale. A marzo torna a far coppia con Trhac e superano il primo turno nei tornei ATP dell'Indian Wells Open e di Houston. Si separano di nuovo dopo la finale persa al Mexico City Open. Il miglior risultato del periodo seguente è la finale raggiunta al Challenger 125 di Mauthausen. Vince il suo primo match in una prova del Grande Slam al Roland Garros assieme a Learner Tien ed escono di scena al secondo turno.
Vince i successivi Challenger di Sassuolo e Milano in coppia con Matthew Romios e non vanno oltre il secondo turno a Wimbledon. Ad agosto vince il Chicago Men's Challenger in coppia con il connazionale Mac Kiger e il Challenger 125 del Sumter Open con Trhac, risultati con cui sale al 68º posto del ranking.

## Statistiche
Aggiornate al 18 agosto 2025.

### Tornei Challenger

#### Doppio

##### Vittorie (13)
| N.  | Data          | Torneo                                          | Superficie  | Compagno        | Avversari in finale                       | Punteggio           |
| 1.  | Ottobre 2023  | City of Playford Tennis International, Playford | Cemento     | Patrik Trhac    | Blake Ellis Tristan Schoolkate            | 6-3, 7-6(3)         |
| 2.  | Novembre 2023 | NSW Open, Sydney                                | Cemento     | Patrik Trhac    | Ruben Gonzales Nam Ji-sung                | 6-4, 6-4            |
| 3.  | Gennaio 2024  | Southern California Open, Indian Wells          | Cemento     | Patrik Trhac    | Thai-Son Kwiatkowski Alex Lawson          | 6-2, 7-6(3)         |
| 4.  | Gennaio 2024  | Southern California Open II, Indian Wells       | Cemento     | Patrik Trhac    | Thomas Fancutt Ajeet Rai                  | 6-4, 3-6, [10-3]    |
| 5.  | Aprile 2024   | Mexico City Open, Città del Messico             | Terra rossa | Patrik Trhac    | Tristan Schoolkate Adam Walton            | 5-7, 6-4, [10-5]    |
| 6.  | Maggio 2024   | Macedonian Open, Skopje                         | Terra rossa | Patrik Trhac    | Andrew Paulson Patrik Rikl                | 6-3, 7-6(4)         |
| 7.  | Luglio 2024   | Cranbrook Tennis Classic, Bloomfield Hills      | Cemento     | Patrik Trhac    | Ozan Baris Nishesh Basavareddy            | 4-6, 6-3, [10-6]    |
| 8.  | Ottobre 2024  | Fairfield Challenger, Fairfield                 | Cemento     | Patrik Trhac    | Gabi Adrian Boitan Bruno Kuzuhara         | 6-2, 3-6, [10-5]    |
| 9.  | Ottobre 2024  | Calgary Challenger, Calgary                     | Cemento     | Patrik Trhac    | Robert Cash James Tracy                   | 6-3, 7-6(3)         |
| 10. | Gennaio 2025  | Canberra International, Canberra                | Cemento     | Eliot Spizzirri | Pierre-Hugues Herbert Jérôme Kym          | 1-6, 7-5, [10-5]    |
| 11. | Giugno 2025   | Emilia-Romagna Tennis Cup, Sassuolo             | Terra rossa | Matthew Romios  | Alexander Erler Constantin Frantzen       | 7-6(4), 3-6, [10-7] |
| 12. | Giugno 2025   | Milano ATP Challenger, Milano                   | Terra rossa | Matthew Romios  | George Goldhoff Ray Ho                    | 3-6, 7-5, [10-8]    |
| 13. | Agosto 2025   | Chicago Men's Challenger, Chicago               | Cemento     | Mac Kiger       | Theodore Winegar Michael Zheng            | 6-4, 3-6, [10-5]    |
| 14. | Agosto 2025   | Sumter Open, Sumter                             | Cemento     | Patrik Trhac    | Sriram Balaji Rithvik Choudary Bollipalli | 6-4, 7-6(3)         |